# Rex Corbett
Reginald "Rex" Corbett (13 tháng 6 năm 1879 – 2 tháng 9 năm 1967) là một cầu thủ bóng đá người Anh, thi đấu ở vị trí outside left.

## Sự nghiệp
Sinh ra ở Thame, Corbett thi đấu cho Old Malvernians, và có 1 lần ra sân cho đội tuyển quốc gia Anh năm 1903.<